# Mount Elgon (distrikt)
Mount Elgon är ett av Kenyas 71 administrativa distrikt, och ligger i provinsen Västprovinsen. År 1999 hade distriktet 135 033 invånare. Huvudorten är Kapsokwony.